# Rosemary's Sons
Rosemary's Sons is een Nederlandse band uit Breda, bestaande uit Martijn Hagens (zang), Maarten van Damme (v/a 2002, gitaar), Ad van Halteren (bass), Thomas Lina (Toetsen) en Bart Herber (drums).

## Biografie
Rosemary's Sons werd in 1998 opgericht door een stel jeugdvrienden. Nadat ze in eigen beheer een album hadden uitgebracht, kregen ze in 2001 een contract aangeboden door Warner Music.
In april 2001 verscheen het album All in hand, geproduceerd door Oscar Holleman (ook bekend van Krezip en Heideroosjes).
Hun tweede single Shine werd een bescheiden hit. Op dit nummer is ook Ilse DeLange te horen.
Op 8 maart 2004 kreeg de band te horen dat hun contract met Warner Music werd opgezegd wegens bezuinigingen. De opnames van hun tweede album liepen hierdoor vertraging op. Maar in de zomer van 2004 kreeg de band een contract bij V2 Music.
In april 2005 werd eindelijk het album St Eleanor's Park uitgebracht, wederom onder productie van Oscar Holleman, met daarop de single Wrong way around.
In April 2009 werd het derde studioalbum uitgebracht Home Sweet Home. Uitgebracht door Cnr en onder de productie van Patrick van Hofwegen, daarna zijn er mixes gemaakt door Werner Pensaert. Op het album staan duetten met Stevie Ann en JW Roy.

## Discografie

### Albums
| Album met eventuele hitnotering(en) in de Nederlandse Album Top 100 | Datum van verschijnen | Datum van binnenkomst | Hoogste positie | Aantal weken | Opmerkingen |
| ------------------------------------------------------------------- | --------------------- | --------------------- | --------------- | ------------ | ----------- |
| Misery loves company                                                | 1999                  | -                     |                 |              |             |
| All in hand                                                         | 23-04-2002            | 04-05-2002            | 30              | 4            |             |
| St Eleanor's park                                                   | 13-04-2005            | 16-04-2005            | 45              | 1            |             |
| Home sweet home                                                     | 2009                  | 18-04-2009            | 78              | 1            |             |

### Singles
| Single met eventuele hitnotering(en) in de Nederlandse Top 40 | Datum van verschijnen | Datum van binnenkomst | Hoogste positie | Aantal weken | Opmerkingen                                 |
| ------------------------------------------------------------- | --------------------- | --------------------- | --------------- | ------------ | ------------------------------------------- |
| Fall from grace                                               | 29-08-2001            | -                     |                 |              | #41 in de Single Top 100                    |
| Shine                                                         | 06-03-2002            | 06-04-2002            | 34              | 5            | met Ilse DeLange / #33 in de Single Top 100 |
| Up all night                                                  | 06-2002               | -                     |                 |              |                                             |
| Wrong way around                                              | 04-2005               | -                     |                 |              |                                             |
| Queen of hearts                                               | 08-2005               | -                     |                 |              |                                             |
| St. Eleanor's park                                            | 21-11-2005            | -                     |                 |              |                                             |